# Werner Spinner

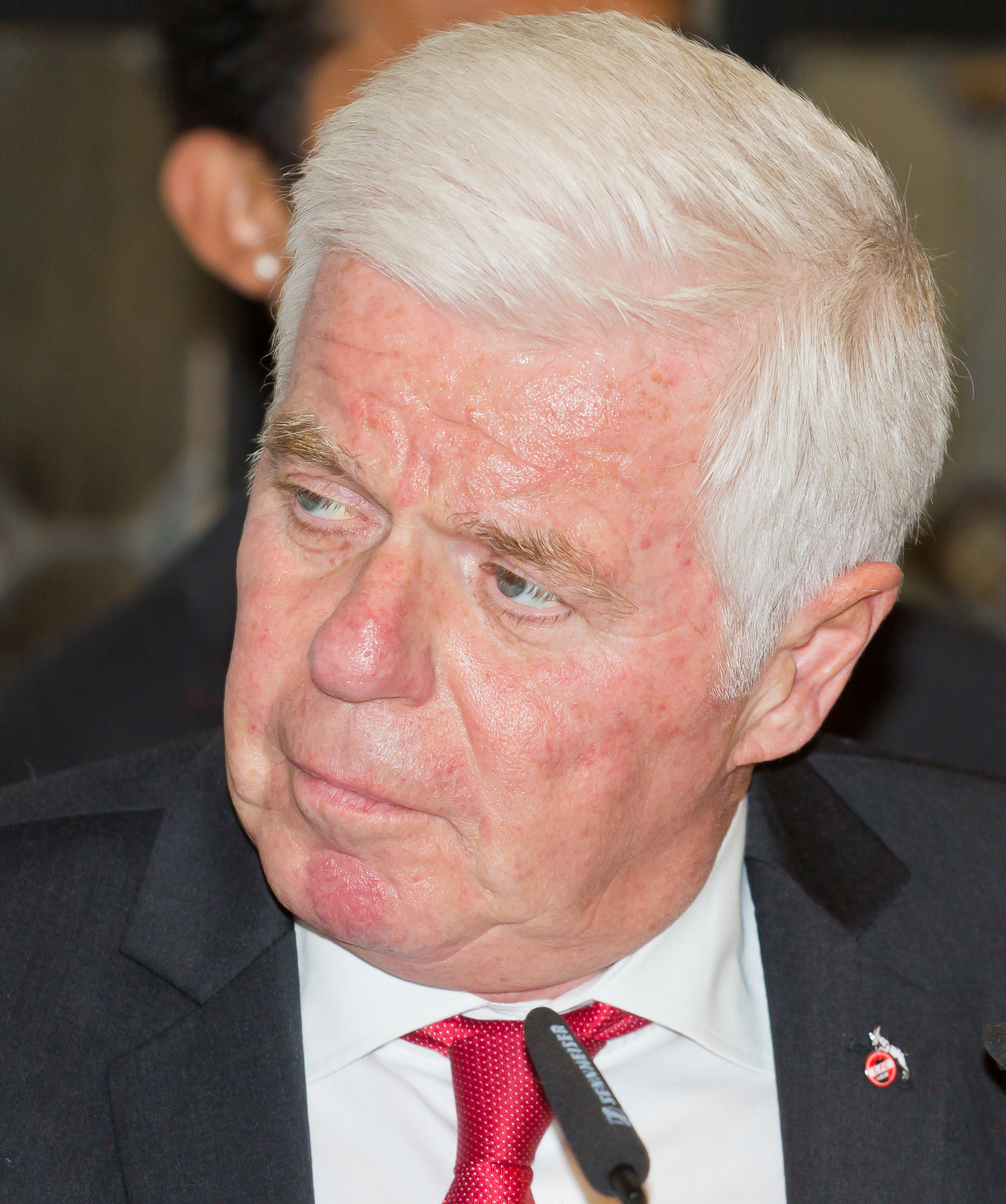
Werner Spinner beim Empfang für den 1. FC Köln im Kölner Rathaus 2014

Werner Spinner (* 30. Oktober 1948 in Köln) ist ein deutscher Wirtschaftsmanager. Von April 2012 bis März 2019 war er Präsident des 1. FC Köln. Er war von 1998 bis 2003 Vorstandsmitglied der Bayer AG.

## Leben
Nach der Schulzeit in Köln studierte Spinner Betriebswirtschaftslehre an der Universität zu Köln.
Ab 1974 arbeitete er für die Bayer AG und war in den 1980er und 1990er jeweils für einige Jahre bei der US-Tochter Miles Inc. Er war in verschiedenen Funktionen im Marketing und Vertrieb im Gesundheitsbereich des Konzerns tätig. 1994 stieg er zum Leiter des damaligen Geschäftsbereichs Consumer Care auf. 1998 avancierte er zum Vorstandsmitglied mit Zuständigkeit für die Ressorts Marketing, Regionen (insbesondere Asien) und Services. 2003 schied er dort aus persönlichen Gründen aus.
Zuvor hatte Spinner im Jahr 2001 den Außenwirtschaftsausschuss des Bundesverbandes der Deutschen Industrie übernommen. 2002 übernahm Spinner von Hans-Olaf Henkel den Vorsitz der Japan-Initiative der Deutschen Wirtschaft. Drei Jahre später übergab er das Amt Bernhard Scheuble.
Im April 2012 wurde Spinner zum Präsidenten des 1. FC Köln gewählt. 2014 wurde er wiedergewählt, 2016 für weitere drei Jahre im Amt bestätigt. Am 6. März 2019 trat Spinner vorzeitig von seinem Posten zurück. Voraus ging ein interner Machtkampf mit Sportdirektor Armin Veh.
Spinner gehörte den Aufsichtsräten mehrerer Unternehmen wie Altana (Chemie), Corbion (Nahrungsmittelzusätze) oder Zuellig Group (Pharmahändler, Hongkong) an.
Seit 1970 ist er Mitglied der katholischen Studentenverbindung AV Rheinstein Köln im CV.